# Kecamatan Metro
Kecamatan Metro är ett distrikt i Indonesien.   Det ligger i provinsen Lampung, i den västra delen av landet, 210 km nordväst om huvudstaden Jakarta.